# ولز (ویسکانسین)
ولز (به انگلیسی: Wales) یک منطقهٔ مسکونی در ایالات متحده آمریکا است که در شهرستان واکیشا، ویسکانسین واقع شده‌است. ولز ۸٫۳۷ کیلومتر مربع مساحت و ۲٬۵۴۹ نفر جمعیت دارد و ۳۰۵ متر بالاتر از سطح دریا واقع شده‌است.